# آربایتزآین‌زاتس
آربایتزآین‌زاتس (به آلمانی: Arbeitseinsatz) به معنای «به کار گماشتن» به کار اجباری کارگران مناطق اشغالی توسط آلمان نازی در جریان جنگ جهانی دوم گفته می‌شود. هنگامی که مردان آلمانی به خدمت وظیفه عمومی فراخوانده می‌شدند، مقامات نازی اقدام به به‌صف‌کشیدن مردم عادی برای پر کردن خلأ موجود در کارخانه‌های تولیدی آن کشور کردند. بعضی از این کارگران آلمانی بودند، اما با گسترش مناطق اشغالی در اروپا تعداد بسیار بیشتری غیرآلمانی برای کار گماشته شدند. آربایتزآین‌زاتس مختص به بخش تولید نود و از این کارگران اجباری در بخش‌های کشاورزی، خدمات عمومی، و حتی در کلیساها بهره گرفته می‌شد.

## دسته‌بندی کاری
نازی‌ها از دسته‌بندی‌های مختلفی برای گروه‌بندی کارگران اجباری طبق قومیت، دین، باور سیاسی، و سلامت بدنی ایشان استفاده می‌کردند. این دسته‌بندی‌ها شامل زندانیان سیاسی اس آ، گشتاپو، و اس‌اس، همچنین غیرنظامیان خارجی؛ مردان و زنان مناطق اشغالی شرق اروپا؛ اسیران جنگی؛ افراد بستری در مراکز درمانی همچون معلول‌های جسمی و ذهنی؛ و گروه‌های دینی-قومیتی چون یهودیان، کولی‌ها، و شاهدان یهوه می‌شدند. کارگران در اردوگاه‌های کاری مختلفی به کار گرفته می‌شدند. این اردوگاه‌های نازی اغلب نه تنها برای کار اجباری، بلکه برای پاکسازی از راه کار اجباری طراحی شده بودند. در ۱۹۴۵، نزدیک به ۷٫۷ میلیون کارگر در صنایع آلمانی به کار گرفته شده بودند. بسیاری از ایشان جوان بودند و نیمی از آن‌ها را نیز زنان تشکیل می‌دادند.

## نگارخانه

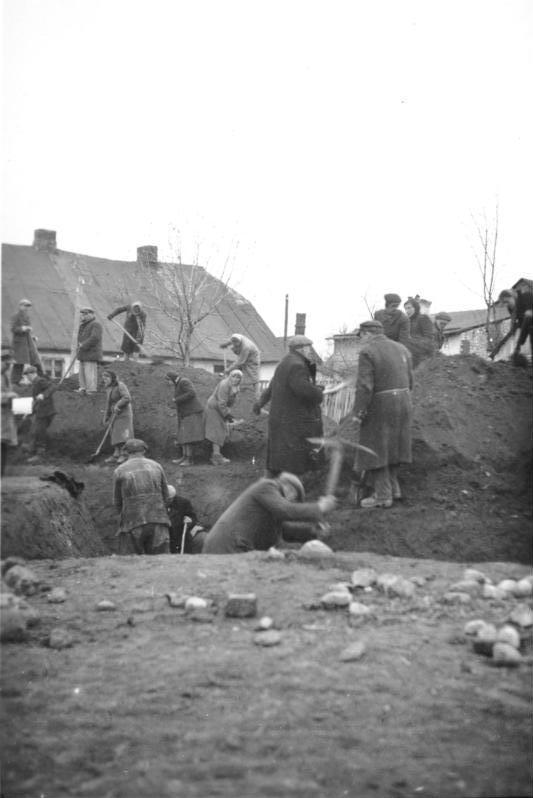
یهودیان در حال ساخت خندق‌های ضدهوایی با نظارت RAD. اونییوف، مه ۱۹۴۱
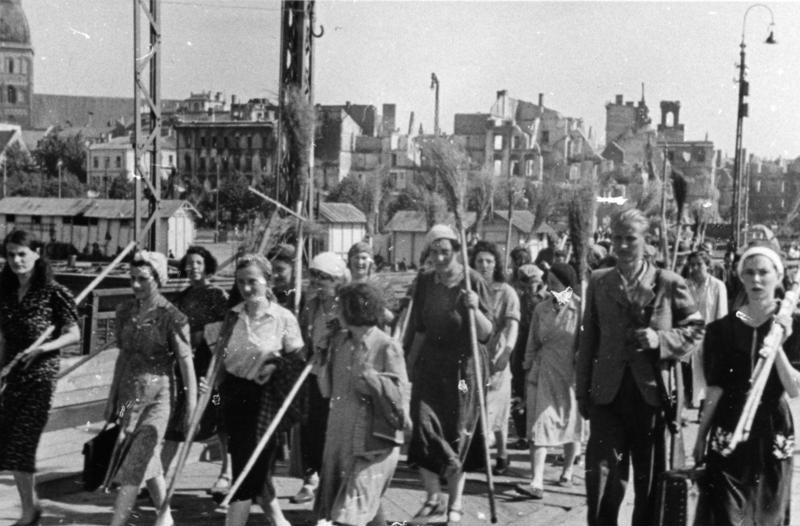
پلیس شبه‌نظامی به همراه کارگران. ریگا، ۱۱ ژوئیه ۱۹۴۱ (عکس از ورماخت)
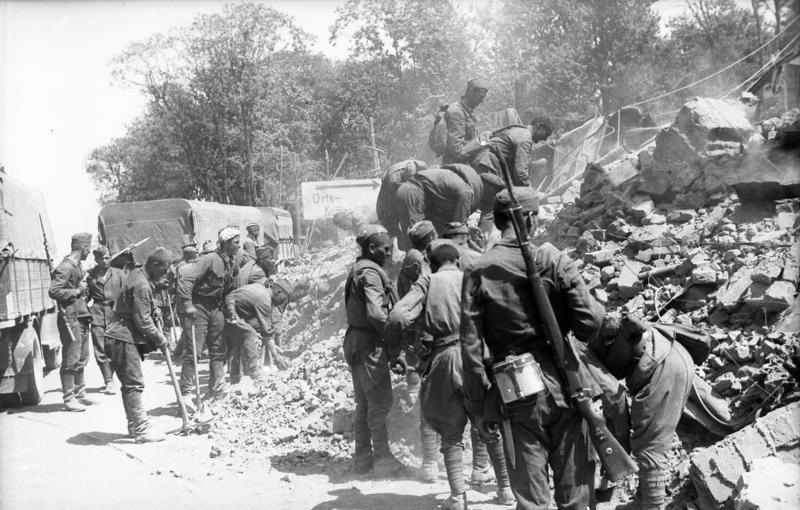
اسیران جنگی شوروی در حال پاکسازی راه برای ستون جنگی ورماخت. مینسک، ژوئیه ۱۹۴۱، (عکس از ورماخت)
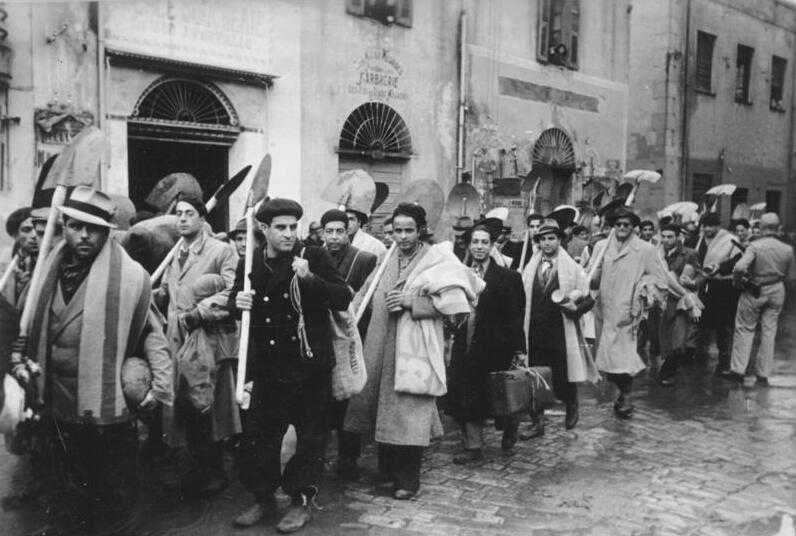
«یهودیان باید کار کنند»،  تونس،  دسامبر ۱۹۴۲، (عکس از ورماخت)
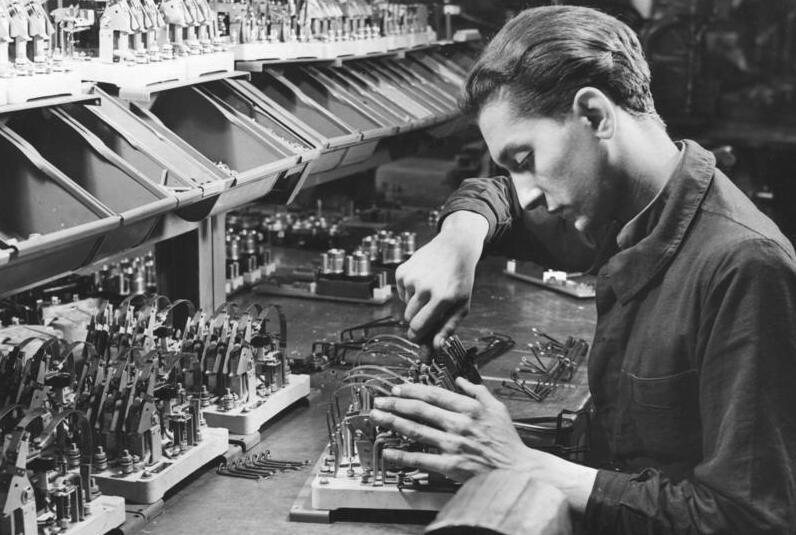
مکانیک‌های فرانسوی در زیمنس. برلین، ۱۹۴۳
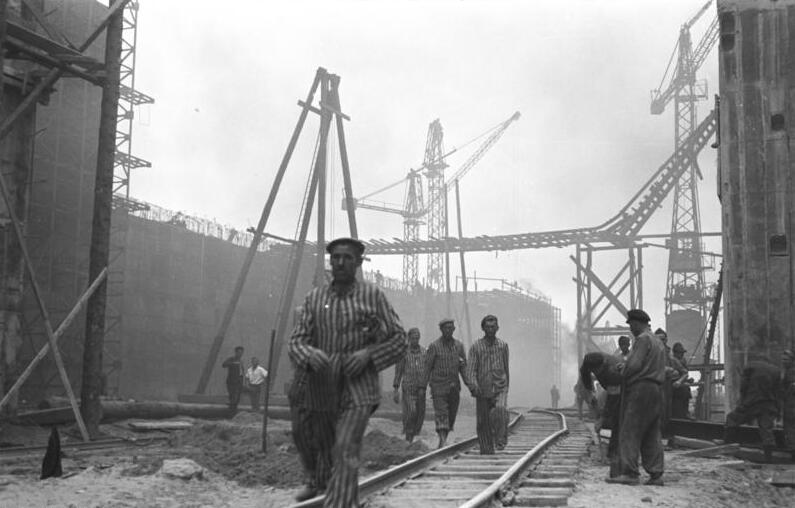
زندانیان در حال کمک به ساخت یو-بوت، برمن، ۱۹۴۴
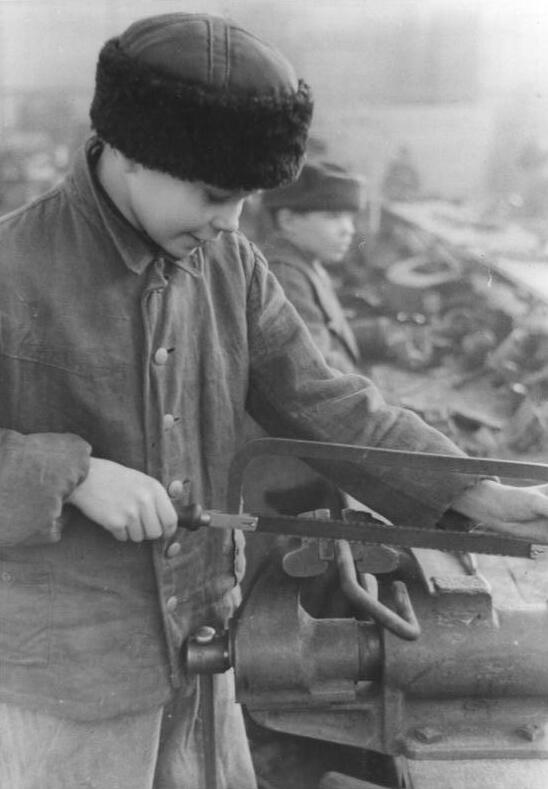
زندانی ۱۴ ساله در کارخانه تعمیر ماشین‌های جنگی ورماخت. برلین، ژانویه ۱۹۴۵
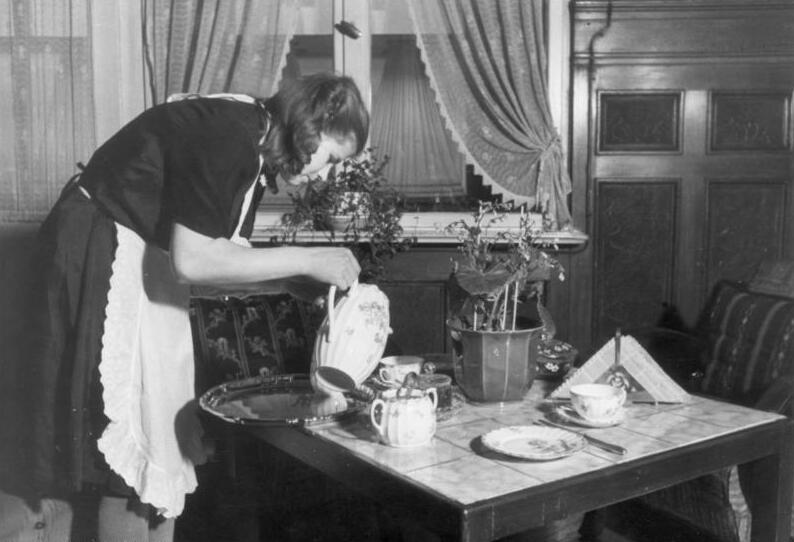
زندانی زن در کی‌یف در حال کار در خانه. ژانویه ۱۹۴۵ (عکس از اس‌اس)
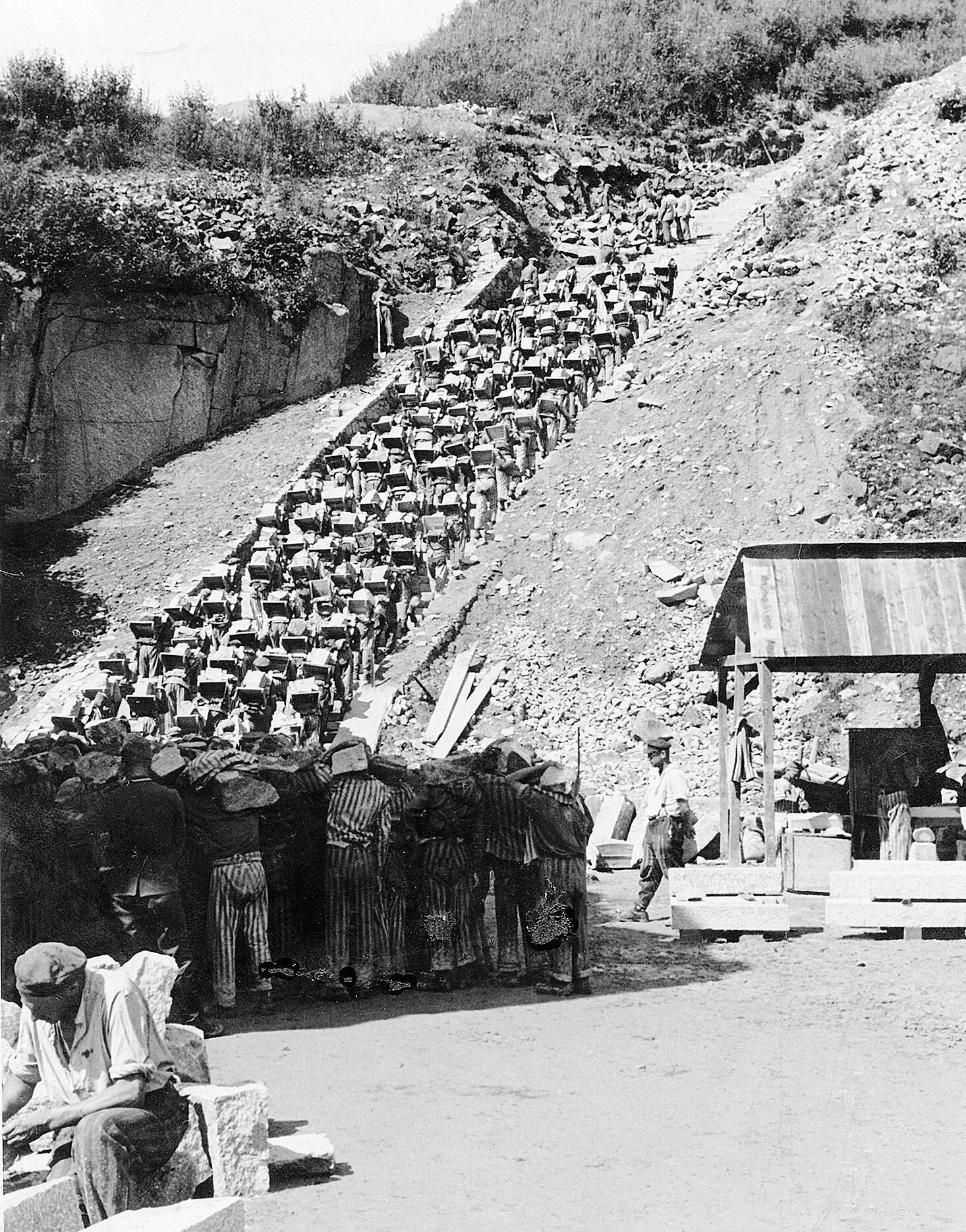
پله‌های مرگ در اردوگاه کار اجباری ماوتهاوزن